# Алдоніс Калніньш
Алдоніс Калніньш (латис. Aldonis Kalniņš; *26 лютого 1928, Віндавський повіт, Латвія) — латвійський хоровий композитор, фольклорист. Редактор видавництва «Ліесма»

## Біографія
Навчався композиції у Латвійській консерваторії (з 1965 року — її викладач). У 1959—1990 роках — музичний редактор видавництва «Ліесма» (латис. Liesma). Один із представників латвійської хорової музики. Займається записом і обробкою народних пісень.

## Твори
- 1959 — симфонічна сюїта «Розповіді сірого каменю»
- 1965 — кантата «Батьківщина»
- 1970 — вокальний цикл «Обрядові пісні»
- 1972 — ораторія «Старовинні солдатські пісні»
- 1973 — вокальний цикл «Пісні пастухів»
- 1975 — вокально-симфонічна поема «З піснею і кров'ю»
- 1982 — ораторія «Що йде через століття»
- 20 дитячих пісень для голосу і фортепіано

## Нагороди
- 1972 — Державна премія Латвії
- 2002 — Орден Трьох зірок V ступеня